# Letland i Junior Eurovision Song Contest
Letland har deltaget i Junior Eurovision Song Contest fire gange, første gang i 2003.
Den bedste placering opnåede en lettisk deltager i 2003, hvor Dzintars Čīča opnåede en 9. plads med "Tu esi vasarā" (Du er sommeren). Den dårligste placering opnåede en lettisk deltager i 2004, da Mārtiņš Tālbergs and C-Stones Juniors opnåede en 17. plads med "Balts vai melns" (Hvidt eller sort).
Latvijas Televīzija (LTV), der som lettisk EBU-medlem står for de lettiske bidrag til Junior Eurovision Song Contest, trak Letland ud af konkurrencen efter 2005, og returnerede først i 2010 efter en pause på fem år Efter man først trak sig fra konkurrencen i 2011, så ombestemte LTV sig i september 2011 og deltager nu ved Junior Eurovision Song Contest 2011 i Jerevan i Armenien.

## Indslag
| År   | Kunstner(e)                         | Titel                        | Placering | Point |
| ---- | ----------------------------------- | ---------------------------- | --------- | ----- |
| 2003 | Dzintars Čīča                       | "Tu esi vasarā"              | 9         | 37    |
| 2004 | Mārtiņš Tālbergs & C-Stones Juniors | "Balts vai melns"            | 18        | 3     |
| 2005 | Kids4Rock                           | "Es esmu maza jauka meitene" | 11        | 50    |
| 2010 | Šarlote Lēnmane & Sea Stones        | "Viva la Dance"              | 10        | 51    |
| 2011 | Amanda Bašmakova                    | "Moondog"                    |           |       |